# Waschung
Dieser Artikel wurde in der Qualitätssicherung Religion eingetragen. Hilf mit, die inhaltlichen Mängel dieses Artikels zu beseitigen, und beteilige dich an der Diskussion.
Der Ausdruck Waschung bezeichnet eine kulturell oder religiös begründete, zum Teil symbolische Handlung. Dabei wird durch mechanische aktive, passive oder angedeutete Reinigung durch Waschen rituelle Reinheit erlangt. In Medizin und Pflege bezieht sich Waschung auf Körperpflege oder Lavage.
Man unterscheidet:
- allgemein
  - Leichenwaschung
- Christentum
  - Taufe, ein Sakrament
  - Lavabo, Händewaschung des Priesters in der Messe.
  - Fußwaschung, Sakramentale
- Islam
  - Tahāra, vor dem Gebet:
    - Wudū'
    - Ghusl,
    - Tayammum.
- Judentum
  - Netilat Jadajim, Waschung der Hände
  - Tevila, Eintauchen des gesamten Körpers in einer Mikwe
- Shinto
  - Misogi, zweimal jährlich vor der Anbetung in einem Wasserfall oder in laufendem, meist kalten, Wasser, vor Sonnenaufgang.
- Hinduismus
  - Ghat
  - Kumbh Mela, festliches Zeremoniell